# أجاي كابور
أجاي كابور (بالإنجليزية: Ajay Kapoor)‏ هو سياسي هندي، ولد في 21 فبراير 1967 في كانبور في الهند. حزبياً، نشط في المؤتمر الوطني الهندي.